# آنوار
آنوار (به فرانسوی: Annoire) یک کمون در فرانسه است که در canton of Chemin واقع شده‌است. آنوار ۱۵٫۶۹ کیلومتر مربع مساحت دارد.